# Trollface

Изображение trollface

Trollface (с англ. — «Лицо тролля») — мем-образ персонажа, носящего озорную улыбку, используемый для символизации интернет-троллей и интернет-троллинга.

## История
Trollface был нарисован в Microsoft Paint 18-летним студентом Оклендского колледжа Карлосом Рамиресом 19 сентября 2008 года. Изображение было опубликовано на странице Рамиреса в DeviantArt, как часть комикса под названием «Trolls», повествующий о бессмысленном характере троллинга. Также Рамирес опубликовал изображение в imageboard на сайте 4chan, где другие пользователи начали делиться изображением. Последующие месяцы изображение быстро приобрело популярность на 4chan и считалось универсальным смайликом интернет-тролля и комическим персонажем. После 4chan Trollface распространился на Reddit и Urban Dictionary в 2009 году, а потом и в другие интернет-сайты обмена изображениями, такие как Imgur и Facebook.
8 апреля 2015 года Kotaku провёл с Рамиресом подробное интервью о Trollface. Рамирес подсчитал, что он заработал более 100 тыс. $ с момента регистрации в Управлении по авторским правам США в 2010 году, с ежемесячным доходом, достигающим 15 000 $.

## Использование
Впервые Trollface появляется в оригинальном комиксе Рамиреса («Trolls»), который повествует о бессмысленном характере интернет-троллей и интернет-троллинга. Однако изображение Trollface широко используется интернет-троллями, которые раздражают других людей в интернете для собственного развлечения. Trollface был описан как интернет-эквивалент детской насмешки «nyah nyah nyah nyah nyah» или высовывание языка.
Изображение часто сопровождается такими фразами: «Проблема?» или «Ты злишься, брат?». Существуют также расистские и антисемитские версии Trollface, включая изображения Trollface как нациста, Адольфа Гитлера или еврейской карикатуры, которые используются пользователями 4chan и других подобных сайтов в качестве ненависти.

## Авторское право
Рамирес зарегистрировал свой комикс «Trolls» в Бюро по авторским правам США 27 июля 2010 года. Рамирес говорит, что с тех пор получил более 100 000 $ лицензионных платежей и других выплат, связанных с Trollface, в том числе от лицензирования рубашек, с эмблемой лица Trollface, продаваемые розничной сетью Hot Topic.
Видеоигра Meme Run для консоли Wii U была снята с интернет-магазина Wii U за нарушение авторских прав, за включение Trollface в качестве главного героя.
Trollface не имеет товарных знаков.

## Влияние

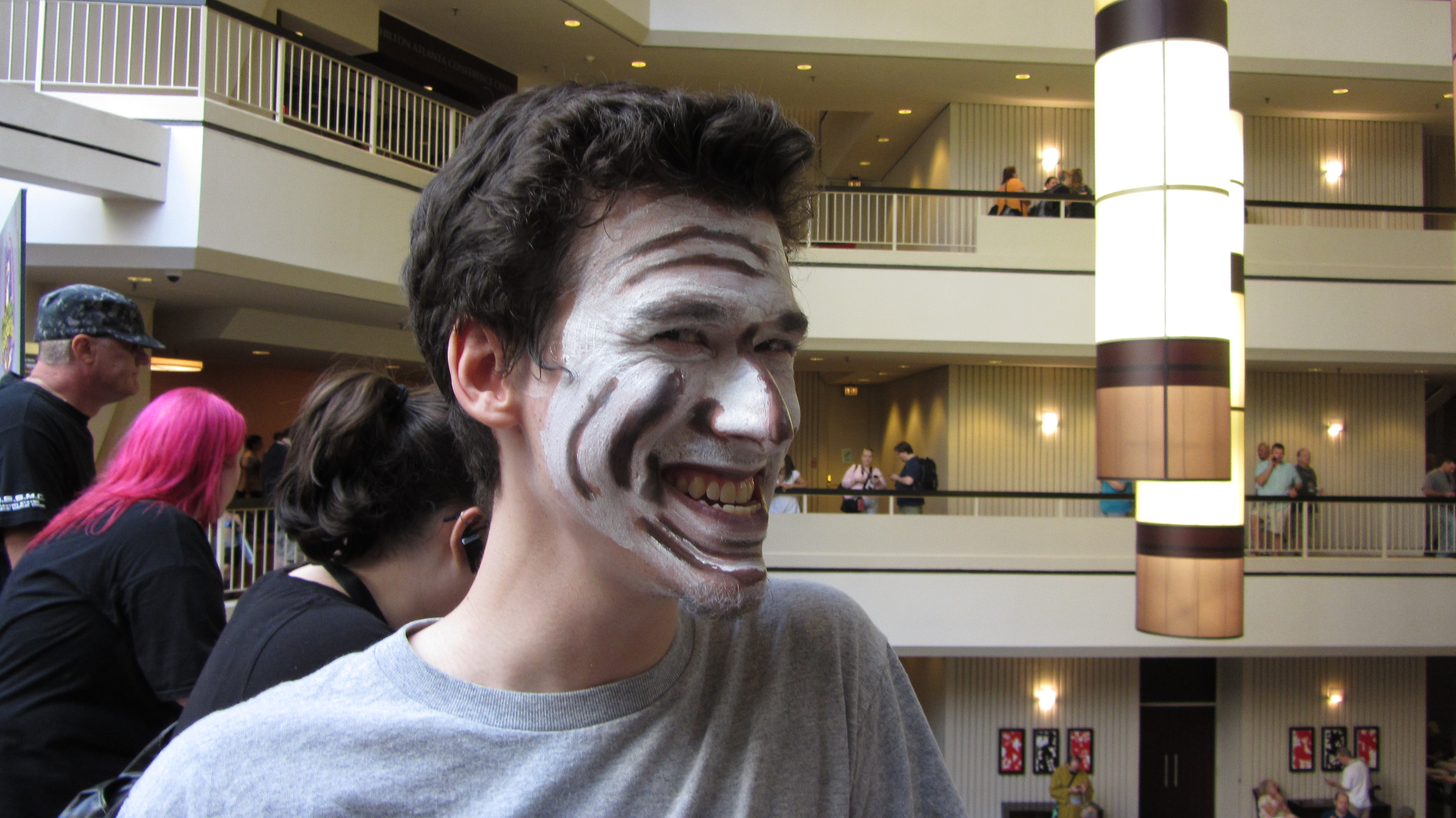
Человек в гриме Trollface на Dragon Con 2011.

Trollface был описан La Tercera как «отец мемов». Бюст Trollface был выставлен в музее Museo del Meme (Мехико).
Trollface иногда используется как костюм для Хэллоуина или косплея.